# .th
.th (код ISO 3166-1 для Таиланда, англ. Thailand) — национальный домен верхнего уровня для Таиланда.

## Регистрация
Регистрация доменного имени .co.th - сложная процедура, по этой причине большинство тайских веб-сайтов предпочитают использовать имя .com. Чтобы зарегистрировать доменное имя .co.th, регистратору в Таиланде требуются копии документов компании на то же имя, что и требуемое доменное имя, поэтому, например, если юридическому лицу требуется acme.co.th, юридическому лицу необходимо иметь зарегистрированный компания под названием Acme Co., Ltd.
Компания может зарегистрировать только один домен .co.th с названием компании или первоначальным названием компании или одно доменное имя .co.th для каждой торговой марки.
В 2018 году фонд переходит к регистрации для аутентичного пользования лиц (физических и юридических лиц); поэтому фонд оставляет за собой право рассматривать и принимать решение о количестве доменных имен каждого человека в каждом конкретном случае. Лицо, зарегистрировавшее более одного доменного имени из всех категорий, должно соответствовать следующим условиям:
- Все регистрации доменных имен должны соответствовать критериям и условиям именования доменов, как это предусмотрено политикой, определённой для категорий доменного имени.
- Регистрация доменных имен должна осуществляться добросовестно владельцем доменного имени и контактным лицом, имеющим адрес проживания или офис в Таиланде, с которым можно связаться с THNIC.
- В случае, если THNIC обнаружит какое-либо необычное действие при регистрации доменного имени, в частности, регистрацию более одного доменного имени, THNIC оставляет за собой право отклонить запрос или немедленно отозвать доменное имя.

## Домены второго уровня
Существует 7 доменов второго уровня:
| Для имён на английском языке | Для имён на тайском языке | Назначение                            |
| ---------------------------- | ------------------------- | ------------------------------------- |
| .ac.th                       | .ศึกษา.ไทย                 | Обучение                              |
| .co.th                       | .ธุรกิจ.ไทย                 | Коммерция                             |
| .go.th                       | .รัฐบาล.ไทย                | Правительство                         |
| .mi.th                       | .ทหาร.ไทย                 | Военные сайты                         |
| .or.th                       | .องค์กร.ไทย                | Некоммерческие организации            |
| .net.th                      | .เน็ต.ไทย                  | Интернет провайдеры                   |
| .in.th                       | .ไทย                      | Индивидуальные компании и организации |